# Джезу-Дивин-Маэстро-алла-Пинета-Саккетти (титулярная церковь)
Титулярная церковь Джезу-Дивин-Маэстро-алла-Пинета-Саккетти (лат. Titulus Iesu Divini Magistri in regione vulgo Pineta Sacchetti) — титулярная церковь была создана Папой Павлом VI 29 апреля 1969 года. Титул принадлежит приходской церкви Джезу-Дивин-Маэстро-алла-Пинета-Саккетти, расположенной в квартале Рима Трионфале, на виа Витторио Монтильо. Название связано с понтификом из-за присутствия в приходе Иисуса Божественного учителя факультета медицины и хирургии Католического университета Святого Сердца.

## Список кардиналов-священников титулярной церкви Джезу-Дивин-Маэстро-алла-Пинета-Саккетти
- Джон Райт — (29 апреля 1969 — 10 августа 1979, до смерти);
  - вакантно (1979 — 1983);
- Томас Стэффорд Уильямс — (2 февраля 1983 — 22 декабря 2023, до смерти);
- Роберто Реполе — (7 декабря 2024 — по настоящее время).